# Sarothrura watersi
Sarothrura watersi е вид птица от семейство Sarothruridae. Видът е застрашен от изчезване.

## Разпространение
Видът е разпространен в Мадагаскар.